# Belarussischer Fußballpokal 1992/93
Der Belarussische Fußballpokal 1992/93 war die zweite Austragung des belarussischen Pokalwettbewerbs der Männer. Das Finale fand am 22. Juni 1993 im Dinamo-Stadion von Minsk statt. Titelverteidiger FK Dinamo Minsk schied im Halbfinale aus. Pokalsieger wurde der FK Njoman Hrodna, der sich im Finale gegen Wedrytsch Retschyza durchsetzte.

## Modus
Im Gegensatz zur Liga wurde der Pokal im Herbst-Frühjahr-Rhythmus ausgetragen. Bis zum Achtelfinale und im Finale wurden die Begegnungen in einem Spiel ausgetragen. Bei unentschiedenem Ausgang wurde zur Ermittlung des Siegers eine Verlängerung gespielt. Stand danach kein Sieger fest, folgte ein Elfmeterschießen. Das Viertel- und Halbfinale wurden in Hin- und Rückspiel ausgetragen. Der Sieger qualifizierte sich für den Europapokal der Pokalsieger.

## Teilnehmende Teams
| Wyschejschaja Liha (17) | Perschaja Liha (13) | Druhaja Liha (13) |
| --- | --- | --- |
| - FK Dinamo Minsk - Belarus Minsk - Dnjapro Mahiljou - FK Dinamo Brest - Fandok Babrujsk - FK Njoman Hrodna - KIM Wizebsk - Tarpeda Mahiljou - Wedrytsch Retschyza - Metallurg Maladsetschna - Tarpeda Minsk - FK Schachzjor Salihorsk - FK Arbita Lida - Torpedo Schodsina - Stroitel Staryja Darohi - Lokomotiv Wizebsk - Homselmasch Homel | - Albertin Slonim - Belarus Marjina Horka - Kamunalnik Pinsk - FK Kolas Wusze - Smena Minsk - FK Njoman Stoubzy - AFViS RShSVM Minsk - Chimik Swetlahorsk - Palesse Masyr - Schinnik Babrujsk - Stankostroitel Smarhon - Selmasch Mahiljou - Niwa-Trudowje Reserwy Samachwalawitschy | - Aresa Ljuban - Ataka-407 Minsk - Kardan-Flyers Hrodna - Stroitel Bjarosa - Brestbytchim Brest - Elektromodul Maladsetschna - Naftan Nawapolazk - Drewaaprazoutschyk Masty - FK Legmasch Orscha - Wiktorija Klezk - Sarja Jasyl - Spartak Schklou - Technolog Iwazewitschy |

## 1. Runde
Teilnehmer: 9 Mannschaften der zweiten Liga, 12 Mannschaften der dritten Liga und mit Aufsteiger Belarus Minsk ein Verein aus der ersten Liga.
| Datum      |                                  | Ergebnis              |                                |
| ---------- | -------------------------------- | --------------------- | ------------------------------ |
| 24.09.1992 | Ataka-407 Minsk (III)            | 0:2                   | Naftan Nawapolazk (III)        |
| 24.09.1992 | Belarus Marjina Horka (II)       | 2:0                   | Palesse Masyr (II)             |
| 24.09.1992 | Elektromodul Maladsetschna (III) | 0:2                   | Drewaaprazoutschyk Masty (III) |
| 24.09.1992 | Kardan-Flyers Hrodna (III)       | 0:4                   | Schinnik Babrujsk (II)         |
| 24.09.1992 | Chimik Swetlahorsk (II)          | 2:2 n. V. (4:2 i. E.) | Albertin Slonim (II)           |
| 24.09.1992 | FK Kolas Wusze (III)             | 1:2                   | Kamunalnik Pinsk (II)          |
| 24.09.1992 | FK Legmasch Orscha (III)         | 6:1                   | Technolog Iwazewitschy (III)   |
| 24.09.1992 | Aresa Ljuban (III)               | 3:2                   | Wiktorija Klezk (III)          |
| 24.09.1992 | Stroitel Bjarosa (II)            | 2:5                   | AFViS RShSVM Minsk (II)        |
| 24.09.1992 | Sarja Jasyl (III)                | kampflos              | Spartak Schklou (III)          |
| 30.09.1992 | Belarus Minsk (I)                | 1:0                   | Smena Minsk (II)               |

## 2. Runde
Teilnehmer waren die 11 Sieger der ersten Runde, 16 Mannschaften der Wyschejschaja Liha 1992/93, vier weitere Zweitligisten: Selmasch Mahiljou, Stankostroitel Smarhon, FK Njoman Stoubzy, Niwa-Trudowje Reserwy Samachwalawitschy und Brestbytchim Brest aus der dritten Liga.
| Datum      |                                              | Ergebnis              |                             |
| ---------- | -------------------------------------------- | --------------------- | --------------------------- |
| 07.10.1992 | Selmasch Mahiljou (II)                       | 0:2                   | FK Chimik Hrodna (I)        |
| 07.10.1992 | Stankostroitel Smarhon (II)                  | 0:3                   | FK Dinamo Brest (I)         |
| 07.10.1992 | FK Njoman Stoubzy (II)                       | 0:6                   | Tarpeda Mahiljou (I)        |
| 07.10.1992 | Niwa-Trudowje Reserwy Samachwalawitschy (II) | 0:2                   | Stroitel Staryja Darohi (I) |
| 07.10.1992 | Brestbytchim Brest (III)                     | 1:2 n. V.             | Metallurg Maladsetschna (I) |
| 07.10.1992 | Homselmasch Homel (I)                        | 8:0                   | Belarus Marjina Horka (II)  |
| 07.10.1992 | Aresa Ljuban (III)                           | 3:2                   | Fandok Babrujsk (I)         |
| 07.10.1992 | AFViS RShSVM Minsk (II)                      | 0:8                   | FK Dinamo Minsk (I)         |
| 07.10.1992 | Torpedo Schodsina (I)                        | 5:0                   | FK Legmasch Orscha (III)    |
| 07.10.1992 | Kamunalnik Pinsk (II)                        | 3:1                   | Tarpeda Minsk (I)           |
| 07.10.1992 | Drewaaprazoutschyk Masty (III)               | 1:0                   | FK Schachzjor Salihorsk (I) |
| 07.10.1992 | Naftan Nawapolazk (III)                      | 2:0                   | FK Abita Lida (I)           |
| 07.10.1992 | Wedrytsch Retschyza (I)                      | kampflos              | Sarja Jasyl (III)           |
| 07.10.1992 | KIM Wizebsk (I)                              | 5:0                   | Chimik Swetlahorsk (II)     |
| 07.10.1992 | Dnjapro Mahiljou (I)                         | 3:2                   | Belarus Minsk (I)           |
| 07.10.1992 | Schinnik Babrujsk (II)                       | 0:0 n. V. (3:4 i. E.) | Lokomotiv Wizebsk (I)       |

## Achtelfinale
Teilnehmer: Die 16 Sieger der zweiten Runde.
| Datum      |                                | Ergebnis               |                             |
| ---------- | ------------------------------ | ---------------------- | --------------------------- |
| 14.10.1992 | Stroitel Staryja Darohi (I)    | 2:3 n. V.              | FK Chimik Hrodna (I)        |
| 14.10.1992 | Dnjapro Mahiljou (I)           | 2:0                    | Homselmasch Homel (I)       |
| 14.10.1992 | Aresa Ljuban (III)             | 0:5                    | FK Dinamo Minsk (I)         |
| 14.10.1992 | Lokomotiv Wizebsk (I)          | 1:0                    | Torpedo Schodsina (I)       |
| 14.10.1992 | Drewaaprazoutschyk Masty (III) | 1:3                    | Kamunalnik Pinsk (II)       |
| 14.10.1992 | Naftan Nawapolazk (I)          | 1:2                    | Wedrytsch Retschyza (I)     |
| 14.10.1992 | Tarpeda Mahiljou (I)           | 1:3                    | KIM Wizebsk (I)             |
| 14.10.1992 | FK Dinamo Brest (I)            | 1:1 n. V. (9:10 i. E.) | Metallurg Maladsetschna (I) |

## Viertelfinale
| Datum             |                             | Gesamt |                         | Hinspiel | Rückspiel |
| ----------------- | --------------------------- | ------ | ----------------------- | -------- | --------- |
| 21.10./05.11.1992 | FK Njoman Hrodna (I) 1      | 3:2    | Dnjapro Mahiljou (I)    | 0:1      | 3:1       |
| 21.10./05.11.1992 | Lokomotiv Wizebsk (I)       | 03:10  | FK Dinamo Minsk (I)     | 1:8      | 2:2       |
| 21.10./05.11.1992 | Kamunalnik Pinsk (II)       | 1:4    | Wedrytsch Retschyza (I) | 0:1      | 1:3       |
| 21.10./05.11.1992 | Metallurg Maladsetschna (I) | 1:3    | KIM Wizebsk (I)         | 1:0      | 0:3       |

## Halbfinale
| Datum             |                         | Gesamt    |                      | Hinspiel | Rückspiel |
| ----------------- | ----------------------- | --------- | -------------------- | -------- | --------- |
| 24.04./02.05.1993 | FK Dinamo Minsk (I)     | (a)4:4(a) | FK Njoman Hrodna (I) | 2:3      | 2:1       |
| 24.04./02.05.1993 | Wedrytsch Retschyza (I) | 3:1       | KIM Wizebsk (I)      | 2:0      | 1:1       |

## Finale
| Paarung             | FK Njoman Hrodna – Wedrytsch Retschyza |
| Ergebnis            | 2:1 (2:0) |
| Datum               | 22. Juni 1993 |
| Stadion             | Dinamo-Stadion, Minsk |
| Zuschauer           | 11.000 |
| Schiedsrichter      | Wadsim Schuk |
| Tore                | 1:0 Oleh Sysojew (18.) 2:0 Jurij Masurtschik (28.) 2:1 Aleksej Agejew (84.) |
| FK Njoman Hrodna    | Jury Swirkou – Sergej Miroschkin – Henads Mardas, Sjarhej Hurenka, Aleh Sysojeu – Dmitrij Trosko, Wiktor Jujko, Marat Belesjako (80. Aleksandr Schiljuk) – Sergej Korossa, Jurij Masurtschik (74. Pawel Batjuto), Sjarhej Saladounikau. Cheftrainer: Stanislaw Ulassewitsch                                         |
| Wedrytsch Retschyza | Oleg Awramow – Wiktar Trehubow – Serhej Chadyreu, Wiktor Kowalew (34. Walerij Schkunow), Aleksandr Porachau – Jurij Sautin, Andrej Nowikau (75. Jewgenij Sajzau), Wital Loschtschakou, Henads Schynkarau, Wjatscheslau Martschanka (53. Aleksej Agejew) – Wladimir Skorobogatyj. Cheftrainer: Hennadij Abramowitsch |
| Gelbe Karten        | keine – Wital Loschtschakou |